# Come vuoi
Come vuoi è un singolo del rapper italiano Geolier, pubblicato il 3 marzo 2023 come terzo estratto dal secondo album in studio Il coraggio dei bambini.

## Descrizione
Il brano parla di un rapporto complicato del rapper con l'amata, che è insicuro della relazione ma allo stesso tempo sarebbe disposto a morire per lei. La donna appare più distratta, distante da lui, e proprio per questo lui non sente di potersi fidare fino in fondo.

## Video musicale
Il video, diretto da Davide Vicari, è stato pubblicato il 1º marzo 2023 sul canale YouTube del rapper e vede come protagonisti Paola Di Benedetto e Giacomo Giorgio.

## Tracce
Testi di Emanuele Palumbo, musiche di Davide Totaro.
1. Come vuoi – 2:52

## Successo commerciale
Su YouTube il video musicale del brano è stato il quinto più visto in Italia nel 2023, con 42 milioni di visualizzazioni.

## Classifiche

### Classifiche settimanali
| Classifica (2023) | Posizione massima |
| ----------------- | ----------------- |
| Italia            | 9                 |

### Classifiche di fine anno
| Classifica (2023) | Posizione |
| ----------------- | --------- |
| Italia            | 10        |
| Classifica (2024) | Posizione |
| Italia            | 67        |